# 磨形乡
磨形乡，是中华人民共和国湖南省衡陽市耒阳市下辖的一个乡镇级行政单位。2015年11月18日，并入余庆街道。

## 行政区划
磨形乡下辖以下地区：
磨形村、农科村、杨丰村、石余村、水口村、丛苞村、西冲村、虾塘村、三泉村、黄沙村和青陂村。